# Superman (Eminem)
Superman er den tredje single fra den amerikanske rapper Eminems fjerde studiealbum The Eminem Show. Sangen blev kun udgivet i USA. Omkvædet synges af den amerikanske sangerinde Dina Rae.
Eminem udtalte i sin bog The Way I Am, at sangen til en vis grænse, er om hans forhold til sangerinden Mariah Carey.

## Hitlister
| Hitliste (2003)                      | Højeste Placering |
| ------------------------------------ | ----------------- |
| New Zealand RIANZ Singles Chart      | 42                |
| U.S. Billboard Hot 100               | 9                 |
| U.S. Billboard Hot R&B/Hip-Hop Songs | 26                |
| U.S. Billboard Hot Rap Tracks        | 6                 |

| Musik | Spire Denne musikartikel er en spire som bør udbygges. Du er velkommen til at hjælpe Wikipedia ved at udvide den. |